# Павловка (Ленінськ-Кузнецький округ)
Па́вловка (рос. Павловка) — селище у складі Ленінськ-Кузнецького округу Кемеровської області, Росія.

## Населення
Населення — 79 осіб (2010; 154 у 2002).
Національний склад (станом на 2002 рік):
- росіяни — 67 %